# جيمس إلينغتون (سياسي)
جيمس إلينغتون هو سياسي أمريكي، ولد في 5 ديسمبر 1943. نشط حزبياً في الحزب الجمهوري. وقد انتخب عضو مجلس نواب مسيسيبي ‏.